# Saison 2024-2025 du Raja Club Athletic
Maillots
Chronologie
Saison précédente Saison suivante
La saison 2024-2025 du Raja Club Athletic est la 76e saison de l'histoire du club depuis sa fondation le 20 mars 1949. Elle fait suite à la saison 2023-2024 qui a vu le Raja remporter le troisième doublé coupe-championnat de son histoire en restant invaincu,.
Au titre de cette saison, le Raja CA est engagé dans quatre compétitions officielles: le Championnat du Maroc, la Coupe du Trône, la Ligue des champions et la Coupe d'excellence, nouvellement créé par la LNFP pour développer les jeunes joueurs et maintenir le rythme de compétition lors des trêves du championnat. Le club accueille ses matchs à domicile au Stade Larbi Zaouli avant la fin des travaux de rénovation du Stade Mohammed-V en avril 2025.
Adam Ennafati termine meilleur buteur avec 13 buts et meilleur passeur avec 9 passes décisives.

## Avant-saison

### Présidence et assemblée générale
Le 19 juillet, le club annonce la nomination de Adil Hala à la présidence en remplacement de Mohamed Boudrika arrêté le 16 juillet en Allemagne. Le vice-président est ainsi chargé d'assurer cette fonction en intérim, jusqu’à la tenue de la prochaine assemblée générale, en conformité avec les statuts du club.
Le club fixe le 12 septembre pour tenir son assemblée élective. Si le quorum est atteint, les travaux de l’assemblée générale devraient connaître la lecture des rapports moral et financier, portant sur la période allant du 1er juillet 2023 au 30 juin 2024. Il est également annoncé que l’actuel bureau dirigeant devrait démissionner juste après la lecture et l’approbation des rapports moral et financier. Les adhérents auront ensuite l’occasion de découvrir les projets des candidats à la présidence. Le dernier point à l’ordre du jour sera donc l’élection d’un nouveau bureau dirigeant.
Le 12 septembre 2024, Adil Hala se présente comme candidat unique avec le même comité directeur. Le principal sujet de débat était la sanction d’interdiction de recrutement imposée au club, Hala a déclaré à ce propos : « Nous avons fait des progrès importants à ce sujet, et je tiens à rassurer les supporters du Raja que nous lèverons l’interdiction de recrutement dans les délais impartis. ». Après quatre heures, il est finalement élu à la majorité comme nouveau président du Raja CA,.

### Matchs amicaux
Le 4 juillet 2024, le Raja Club Athletic annonce son programme de préparation pour la saison 2024-2025. Le 23 juillet, l'équipe s'envole en Tunisie où elle passe dix jours avant de jouer un match amical face au Club Athlétique Bizertain. Finalement, la préparation s'achève au Maroc avec un match face au club émirati champion d'Asir Al Aïn.

## Mercato d'été
| Joueur             | Poste             | Type de transfert      | Durée        | Provenance/Destination |
| ------------------ | ----------------- | ---------------------- | ------------ | ---------------------- |
| Arrivées           |                   |                        |              |                        |
| El Mehdi Al Harrar | Gardien de but    | Transfert libre        | 3 ans (2027) | Chabab Mohammédia      |
| Hilal Ferdaoussi   | Milieu de terrain | Transfert libre        | 3 ans (2027) | Moghreb Tétouan        |
| Abdelkrim Baadi    | Défenseur         | Transfert libre        | 2 ans (2026) | RS Berkane             |
| Hani Amamou        | Défenseur         | Transfert libre        | 2 ans (2026) | Espérance de Tunis     |
| Mouhsine Bodda     | Milieu de terrain | Transfert libre        | 3 ans (2027) | FC Nouadhibou          |
| Federico Bikoro    | Milieu de terrain | Transfert libre        | 2 ans (2026) | Club Africain          |
| Pape Ousmane Sakho | Attaquant         | Transfert libre        | 2 ans (2026) | US Quevilly            |
| Ayoub Maamouri     | Attaquant         | Transfert libre        | 3 ans (2027) | Olympique Dcheira      |
| Benaissa Benamar   | Défenseur         | Transfert libre        | 2 ans (2026) | FC Volendam            |
| Yasser Baldé       | Défenseur         | Transfert libre        | 1 an (2025)  | Ratchaburi FC          |
| Abderahmane Soussi | Attaquant         | Transfert libre        | 2 ans (2026) | Akritas Chlorakas      |
| Younes Najari      | Attaquant         | Transfert libre        | 2 ans (2026) | Al-Salmiya SC          |
| Houssine Rahimi    | Attaquant         | Fin de prêt            | -            | JS Soualem             |
| Départs            |                   |                        |              |                        |
| Zakaria El Wardi   | Milieu de terrain | Résiliation de contrat | -            | -                      |
| Haashim Domingo    | Milieu de terrain | Résiliation de contrat | -            | Cape Town City         |
| Hervé Guy          | Milieu de terrain | Résiliation de contrat | -            | -                      |
| Riyad Benayad      | Attaquant         | Fin de prêt            | -            | Espérance de Tunis     |
| Mehdi Moubarik     | Milieu de terrain | Fin de prêt            | -            | Al Ain FC              |
| Ismail Mokadem     | Défenseur         | Transfert              | -            | Al Ula FC              |
| El Mehdi Maouhoub  | Attaquant         | Transfert              | -            | Dinamo Moscou          |
| Ahmadou Camara     | Milieu de terrain | Transfert              | -            | Khor Fakkan            |
| Mohamed Makahasi   | Milieu de terrain | Fin de contrat         | -            | Al Wehda               |
| Víctor Ábrego      | Attaquant         | Prêt                   | 1 an (2025)  | Nacional Potosí        |

## Mercato hivernal
| Joueur          | Poste             | Type de transfert      | Durée                | Provenance/Destination |
| --------------- | ----------------- | ---------------------- | -------------------- | ---------------------- |
| Arrivées        |                   |                        |                      |                        |
| Départs         |                   |                        |                      |                        |
| Anas Zniti      | Gardien de but    | Résiliation de contrat | -                    | Al Wasl                |
| Mohamed Zrida   | Milieu de terrain | Transfert              | 2 ans et demi (2027) | Al-Ittihad Tripoli     |
| Nawfel Zerhouni | Attaquant         | Transfert              | 2 ans et demi (2027) | Al-Ittihad Tripoli     |

## Compétitions

### Coupe du trône
La Coupe du trône 2023-2024 est la 68e édition de la Coupe du Trône de football sous l'égide de la Fédération royale marocaine de football depuis sa création en 1956. C'est une compétition à élimination directe, organisée annuellement et ouverte aux clubs amateurs et professionnels affiliés à la FRMF. Le vainqueur de la Coupe s'offre une place en Coupe de la confédération, s'il n'est pas déjà qualifié pour la Ligue des champions de la CAF.
Le Raja CA totalise 9 titres dans cette compétition, dont le dernier a été remporté en 2024 sous la houlette de Josef Zinnbauer.
| Date       | Tour           | Adversaire          | Lieu                           | Score |
| ---------- | -------------- | ------------------- | ------------------------------ | ----- |
| 29/03/2025 | 1/16 de finale | Raja de Béni Mellal | Stade Larbi Zaouli, Casablanca | 4-2   |
| 06/04/2025 | 1/8 de finale  | USM Oujda           | Stade d'honneur d'Oujda, Oujda | 2-1   |

### Coupe d'excellence
La Coupe d'excellence est une compétition nouvellement créée par la Ligue nationale de football professionnel. Elle est ouverte aux clubs de la première et deuxième divisions de la saison sportive 2024-2025. Elle a comme objectifs l'intégration et le développement des jeunes joueurs, la reprise progressive après les trêves et le maintien du rythme de compétition lors des périodes d’arrêt du championnat.
Les clubs sont tenus d’inscrire au moins 10 joueurs U23 sur la feuille de match et faire jouer au moins 6 joueurs U23 tout au long du match. La compétition commence avec une phase de poules constituée de huit groupes de quatre équipes. Les deux premières équipes se qualifient pour la phase d'élimination qui se joue en aller-retour et commence par les huitièmes de finale.

#### Phase de poules
| 1 | Raja CA                | 0 | 0 | 0 | 0 | 0 | 0 | 0 | 0 |  | Raja CA                |   | - | - | - |
| 2 | Moghreb de Tétouan     | 0 | 0 | 0 | 0 | 0 | 0 | 0 | 0 |  | Moghreb de Tétouan     | - |   | - | - |
| 3 | Kénitra AC             | 0 | 0 | 0 | 0 | 0 | 0 | 0 | 0 |  | Kénitra AC             | - | - |   | - |
| 4 | Olympique de Khouribga | 0 | 0 | 0 | 0 | 0 | 0 | 0 | 0 |  | Olympique de Khouribga | - | - | - |   |

| Date       | Tour      | Adversaire          | Lieu                                | Score |
| ---------- | --------- | ------------------- | ----------------------------------- | ----- |
| 04/09/2024 | Journée 1 | Kénitra AC          | Stade Larbi Zaouli, Casablanca      | 2-2   |
| 07/09/2024 | Journée 2 | Olympique Khouribga | Complexe OCP, Khouribga             | 2-0   |
| 09/10/2024 | Journée 3 | Moghreb de Tétouan  | Stade Saniat Rmel, Tétouan          | 0-1   |
| 12/10/2024 | Journée 4 | Kénitra AC          | Stade municipal de Kénitra, Kénitra | 0-1   |
| 02/02/2025 | Journée 5 | Olympique Khouribga | Stade Larbi Zaouli, Casablanca      | 2-3   |
| 20/03/2025 | Journée 6 | Moghreb de Tétouan  | Stade Larbi Zaouli, Casablanca      | 1-0   |

#### Phase finale
| Date       | Tour                | Adversaire        | Lieu                           | Score            | Buteurs                       |
| ---------- | ------------------- | ----------------- | ------------------------------ | ---------------- | ----------------------------- |
| 02/06/2025 | Huitièmes de finale | RCA Zemamra       | Stade Ahmed Choukri, Zemamra   | 1-2              | Laftah 39e, Nachet 76e (pen.) |
| 11/06/2025 | Quart de finale     | COD Meknès        | Stade Larbi Zaouli, Casablanca | 2-1              | Nachet 43e (pen.) 59e         |
| 18/06/2025 | Demi-finale         | Olympique Dcheira | Stade 18 Novembre, Khémisset   | 0-0 ( t.a.b 6-5) | -                             |
| 24/06/2025 | Troisième place     | Wydad Fès         | Stade El Massira, Safi         | 1-1 ( t.a.b 2-4) | Azrour 79e                    |

### Championnat
La Botola 2024-2025 est la 97e édition du championnat du Maroc de football et la 69e édition sous l'égide de la Fédération royale marocaine de football depuis sa création en 1956. La division oppose seize clubs en une série de trente rencontres, chaque club se rencontrant à deux reprises. Les meilleurs du championnat se qualifient pour les coupes d'Afrique que sont la Ligue des Champions pour le champion et vice-champion, et la Coupe de la confédération pour le troisième.
Le Raja CA participe à cette compétition pour la 69e fois de son histoire et n'a jamais quitté l'élite du football marocain depuis la première édition de 1956-1957, un record national. Le 9 août, la LNFP  a procédé au tirage au sort du programme du championnat 2024-2025,.

#### Journées 1 à 5
| Date       | J.  | Adversaire  | Lieu                           | Score |
| ---------- | --- | ----------- | ------------------------------ | ----- |
| 31/08/2024 | 1re | RS Berkane  | Stade Larbi Zaouli, Casablanca | 0-1   |
| 25/09/2024 | 2e  | IR Tanger   | Stade Saniat-Rmel, Tétouan     | 3-1   |
| 29/09/2024 | 4e  | OC Safi     | Stade El Massira, Safi         | 2-3   |
| 02/10/2024 | 3e  | Fath US     | Stade Larbi Zaouli, Casablanca | 1-0   |
| 06/10/2024 | 5e  | RCA Zemamra | Stade Larbi Zaouli, Casablanca | 2-0   |

#### Journées 6 à 10
| Date       | J.  | Adversaire | Lieu                                    | Score |
| ---------- | --- | ---------- | --------------------------------------- | ----- |
| 18/10/2024 | 6e  | JS Soualem | Stade municipal de Berrechid, Berrechid | 2-1   |
| 22/10/2024 | 7e  | AS FAR     | Stade Larbi Zaouli, Casablanca          | 0-0   |
| 25/10/2024 | 8e  | Maghreb AS | Stade Hassan-II, Fès                    | 0-0   |
| 02/11/2024 | 9e  | COD Meknès | Stade Larbi Zaouli, Casablanca          | 0-0   |
| 09/11/2024 | 10e | MA Tétouan | Stade Saniat-Rmel, Tétouan              | 0-0   |

#### Journées 11 à 15
| Date       | J.  | Adversaire     | Lieu                                    | Score |
| ---------- | --- | -------------- | --------------------------------------- | ----- |
| 22/11/2024 | 11e | Wydad AC       | Stade Larbi Zaouli, Casablanca          | 1-1   |
| 01/12/2024 | 12e | HUS Agadir     | Stade municipal de Berrechid, Berrechid | 1-3   |
| 19/12/2024 | 13e | US Touarga     | Stade Larbi Zaouli, Casablanca          | 2-1   |
| 25/12/2024 | 14e | DH El Jadida   | Stade Ben-Ahmed-El-Abdi, El Jadida      | 2-0   |
| 22/12/2024 | 15e | SCC Mohammédia | Stade Larbi Zaouli, Casablanca          | 3-0   |

#### Journées 16 à 20
| Date       | J.  | Adversaire  | Lieu                                | Score |
| ---------- | --- | ----------- | ----------------------------------- | ----- |
| 29/01/2025 | 16e | RS Berkane  | Stade municipal de Berkane, Berkane | 2-0   |
| 23/01/2025 | 17e | IR Tanger   | Stade Larbi Zaouli, Casablanca      | 1-1   |
| 26/01/2025 | 18e | Fath US     | Stade Bachir, Mohammédia            | 2-1   |
| 30/01/2025 | 19e | OC Safi     | Stade Larbi Zaouli, Casablanca      | 1-1   |
| 09/02/2025 | 20e | RCA Zemamra | Stade Ahmed Choukri, Zemamra        | 1-2   |

#### Journées 21 à 25
| Date       | J.  | Adversaire | Lieu                                | Score |
| ---------- | --- | ---------- | ----------------------------------- | ----- |
| 15/02/2025 | 21e | JS Soualem | Stade Larbi Zaouli, Casablanca      | 2-0   |
| 23/02/2025 | 22e | AS FAR     | Stade municipal de Kénitra, Kenitra | 0-0   |
| 28/02/2025 | 23e | Maghreb AS | Stade Larbi Zaouli, Casablanca      | 0-0   |
| 10/03/2025 | 24e | COD Meknès | Stade d'honneur de Meknès, Meknès   | 1-2   |
| 16/03/2025 | 25e | MA Tétouan | Stade Larbi Zaouli, Casablanca      | 1-1   |

#### Journées 26 à 30
| Date       | J.  | Adversaire     | Lieu                         | Score |
| ---------- | --- | -------------- | ---------------------------- | ----- |
| 12/04/2025 | 26e | Wydad AC       | Stade Mohammed-V, Casablanca | 1-1   |
| 23/04/2025 | 27e | HUS Agadir     | Stade Mohammed-V, Casablanca | 1-0   |
| 04/05/2025 | 28e | US Touarga     | Stade 18 Novembre, Khémisset | 0-0   |
| 08/05/2025 | 29e | DH El Jadida   | Stade Mohammed-V, Casablanca | 3-2   |
| 12/05/2025 | 30e | SCC Mohammédia | Stade Bachir, Mohammédia     | 0-6   |

### Ligue des champions
La Ligue des champions 2024-2025 est la 61e édition de la plus prestigieuse des compétitions africaines inter-clubs, la Ligue des champions de la CAF. Le Raja Club Athletic participe à cette compétition pour la 21e fois de son histoire, un record national, et il l'a déjà remporté à trois reprises. Les Verts disputeront le premier tour préliminaire (aller-retour) puisque 59 clubs issus de 47 pays se sont inscrits à cette édition. Le tirage au sort qui a eu lieu le 11 juillet 2024 au Caire a opposé le Raja à l’AS de la Garde nationale nigérienne,.

#### Tours de qualification
| Date       | Tour                   | Adversaire | Lieu                           | Score |
| ---------- | ---------------------- | ---------- | ------------------------------ | ----- |
| 16/08/2024 | Premier tour - Aller   | ASGNN      | Stade Seyni-Kountché, Niamey   | 1-2   |
| 23/08/2024 | Premier tour - Retour  | ASGNN      | Stade Larbi Zaouli, Casablanca | 5-0   |
| 14/09/2024 | Deuxième tour - Aller  | Samartex   | Accra Sports Stadium, Accra    | 2-2   |
| 21/09/2024 | Deuxième tour - Retour | Samartex   | Stade Larbi Zaouli, Casablanca | 2-0   |

#### Phase de poules
| Date       | J.        | Adversaire        | Lieu                              | Score |
| ---------- | --------- | ----------------- | --------------------------------- | ----- |
| 26/11/2024 | Journée 1 | AS FAR            | Stade Larbi Zaouli, Casablanca    | 0-2   |
| 07/12/2024 | Journée 2 | AS Maniema Union  | Stade des Martyrs, Kishasa        | 1-1   |
| 15/12/2024 | Journée 3 | Mamelodi Sundowns | Loftus Versfeld Stadium, Pretoria | 1-0   |
| 04/01/2025 | Journée 4 | Mamelodi Sundowns | Stade Larbi Zaouli, Casablanca    | 1-0   |
| 11/01/2025 | Journée 5 | AS FAR            | Stade d'honneur de Meknès, Meknès | 1-1   |
| 19/01/2025 | Journée 6 | AS Maniema Union  | Stade Larbi Zaouli, Casablanca    | 1-0   |

| Rang | Équipe               | Pts | J | G | N | P | Bp | Bc | Diff |  | Résultats (▼ dom., ► ext.) |     |     |     |     |
| ---- | -------------------- | --- | - | - | - | - | -- | -- | ---- |  | -------------------------- | --- | --- | --- | --- |
| 1    | AS FAR               | 10  | 6 | 2 | 4 | 0 | 8  | 4  | +4   |  | AS FAR                     |     | 1-1 | 1-1 | 2-0 |
| 2    | Mamelodi Sundowns FC | 9   | 6 | 2 | 3 | 1 | 5  | 4  | +1   |  | Mamelodi Sundowns FC       | 1-1 |     | 1-0 | 0-0 |
| 3    | Raja CA              | 8   | 6 | 2 | 2 | 2 | 4  | 5  | -1   |  | Raja CA                    | 0-2 | 1-0 |     | 1-0 |
| 4    | AS Maniema Union     | 3   | 6 | 0 | 3 | 3 | 3  | 7  | -4   |  | AS Maniema Union           | 1-1 | 1-2 | 1-1 |     |

## Statistiques

### Statistiques collectives
| Compétition         | Résultat        | Matches joués | Gagnés | Nuls | Perdus | Buts pour | Buts contre | Différence |
| ------------------- | --------------- | ------------- | ------ | ---- | ------ | --------- | ----------- | ---------- |
| Botola              | 5e              | 30            | 12     | 12   | 6      | 38        | 25          | +13        |
| Coupe du Trône      | 1/8e de finale  | 2             | 1      | 0    | 1      | 5         | 4           | +1         |
| Coupe d'excellence  | 3e              | 10            | 5      | 3    | 2      | 12        | 10          | +2         |
| Ligue des champions | Phase de poules | 10            | 5      | 3    | 2      | 15        | 8           | +7         |
| Total               | Total           | 52            | 23     | 18   | 11     | 70        | 47          | +23        |

### Statistiques individuelles

#### Statistiques des buteurs
| Rang                | Joueur              | Botola | Coupe du trône | Coupe d'excellence | Ligue des champions | Total |
| ------------------- | ------------------- | ------ | -------------- | ------------------ | ------------------- | ----- |
| 1                   | Adam Ennafati       | 9      | 2              | 0                  | 2                   | 13    |
| 2                   | Houssine Rahimi     | 11     | 0              | 0                  | 0                   | 11    |
| 3                   | Mohamed Boulacsoute | 2      | 0              | 0                  | 2                   | 4     |
| 4                   | Ayoub Maamouri      | 4      | 0              | 0                  | 0                   | 4     |
| 5                   | Younes Najari       | 2      | 0              | 1                  | 1                   | 4     |
| 6                   | Nawfel Zerhouni     | 1      | 0              | 0                  | 3                   | 4     |
| 7                   | Mansour Nachet      | 0      | 0              | 4                  | 0                   | 4     |
| 8                   | Sabir Bougrine      | 0      | 1              | 0                  | 2                   | 3     |
| 9                   | Yousri Bouzok       | 3      | 0              | 0                  | 0                   | 3     |
| 10                  | Mohamed Zrida       | 1      | 0              | 0                  | 2                   | 3     |
| 11                  | Azzeddine Laftah    | 0      | 0              | 3                  | 0                   | 3     |
| 12                  | Youssef Belammari   | 2      | 0              | 0                  | 0                   | 2     |
| 13                  | Marouane Zila       | 0      | 0              | 0                  | 2                   | 2     |
| 14                  | Abderahmane Soussi  | 0      | 1              | 1                  | 0                   | 2     |
| 15                  | Pape Ousmane Sakho  | 1      | 0              | 0                  | 0                   | 1     |
| 16                  | Benaissa Benamar    | 0      | 0              | 0                  | 1                   | 1     |
| 17                  | Abdelkrim Baadi     | 1      | 0              | 0                  | 0                   | 1     |
| 18                  | Bouchaib Arrassi    | 0      | 1              | 0                  | 0                   | 1     |
| 19                  | Anouar Aalam        | 0      | 0              | 1                  | 0                   | 1     |
| 20                  | Oussama El Hamdaoui | 0      | 0              | 1                  | 0                   | 1     |
| 21                  | Abdellah Azrour     | 0      | 0              | 1                  | 0                   | 1     |
| But contre son camp | But contre son camp | 1      | 0              | 0                  | 0                   | 1     |
| Total               | Total               | 38     | 5              | 12                 | 15                  | 70    |

(Les chiffres ci-dessus ne concernent que les matchs officiels)

#### Statistiques des passeurs
| Rang | Joueur              | Botola | Coupe du trône | Coupe d'excellence | Ligue des champions | Total |
| ---- | ------------------- | ------ | -------------- | ------------------ | ------------------- | ----- |
| 1    | Adam Ennafati       | 7      | 1              | 0                  | 1                   | 9     |
| 2    | Nawfel Zarhouni     | 3      | 0              | 0                  | 4                   | 7     |
| 3    | Youssef Belammari   | 3      | 0              | 0                  | 3                   | 6     |
| 4    | Sabir Bougrine      | 4      | 0              | 0                  | 2                   | 6     |
| 5    | Ayoub Maamouri      | 4      | 2              | 0                  | 0                   | 6     |
| 6    | Mohamed Boulacsoute | 2      | 0              | 0                  | 1                   | 3     |
| 7    | Yousri Bouzok       | 2      | 0              | 0                  | 1                   | 3     |
| 8    | Pape Ousmane Sakho  | 3      | 0              | 0                  | 0                   | 3     |
| 9    | Mohamed Zrida       | 2      | 0              | 0                  | 0                   | 2     |
| 10   | Abdelkrim Baadi     | 0      | 1              | 0                  | 0                   | 1     |
| 11   | Younes Najari       | 1      | 0              | 0                  | 0                   | 1     |
| 12   | Hervé Guy           | 0      | 0              | 0                  | 1                   | 1     |
| 13   | Karim Ouhammou      | 0      | 0              | 1                  | 0                   | 1     |